# Tuulos
Tuulos (in svedese Tulois) è stato un comune finlandese di 1 575 abitanti, situato nella regione del Kanta-Häme. È stato soppresso nel 2009 ed è ora compreso nel comune di Hämeenlinna.